# Vall d’Hebron
Vall d’Hebron – stacja metra w Barcelonie, na liniach 3 i 5. Stacja została otwarta w 1985.